# البهاليل
البهاليل رغم أنها مدينة مغربية صغيرة، إلا أنها جماعة حضرية منذ سنة 1975. فهي تنتمي لإقليم صفرو، جنوبي مدينة فاس (26 كلم). تنبسط هذه المدينة على 1.050 هكتار وتضم 11.638 ساكنا حسب إحصاء 2004، وتتميز بالكهوف المنتشرة على سفوح الأطلس المتوسط، وهي تتميز بمنابعها المائية ووادها الخلاب المسمى «واد أگاي»، معظم سكانها أمازيغ وبالظبط من قبيلة آيت سغروشن و آيت يوسي.

## مناطق المدينة
- مسيلة: وهو القسم السفلي من المدينة.
- الركيبة: وهو القسم العلوي من المدينة.

## مميزاتها
- الكهوف.
- كثرة العيون:
  - عين برار.
  - عين كبير.
  - عين قايد.
- أبرز منابع المياه هو «واد أگاي».

## معرض صور

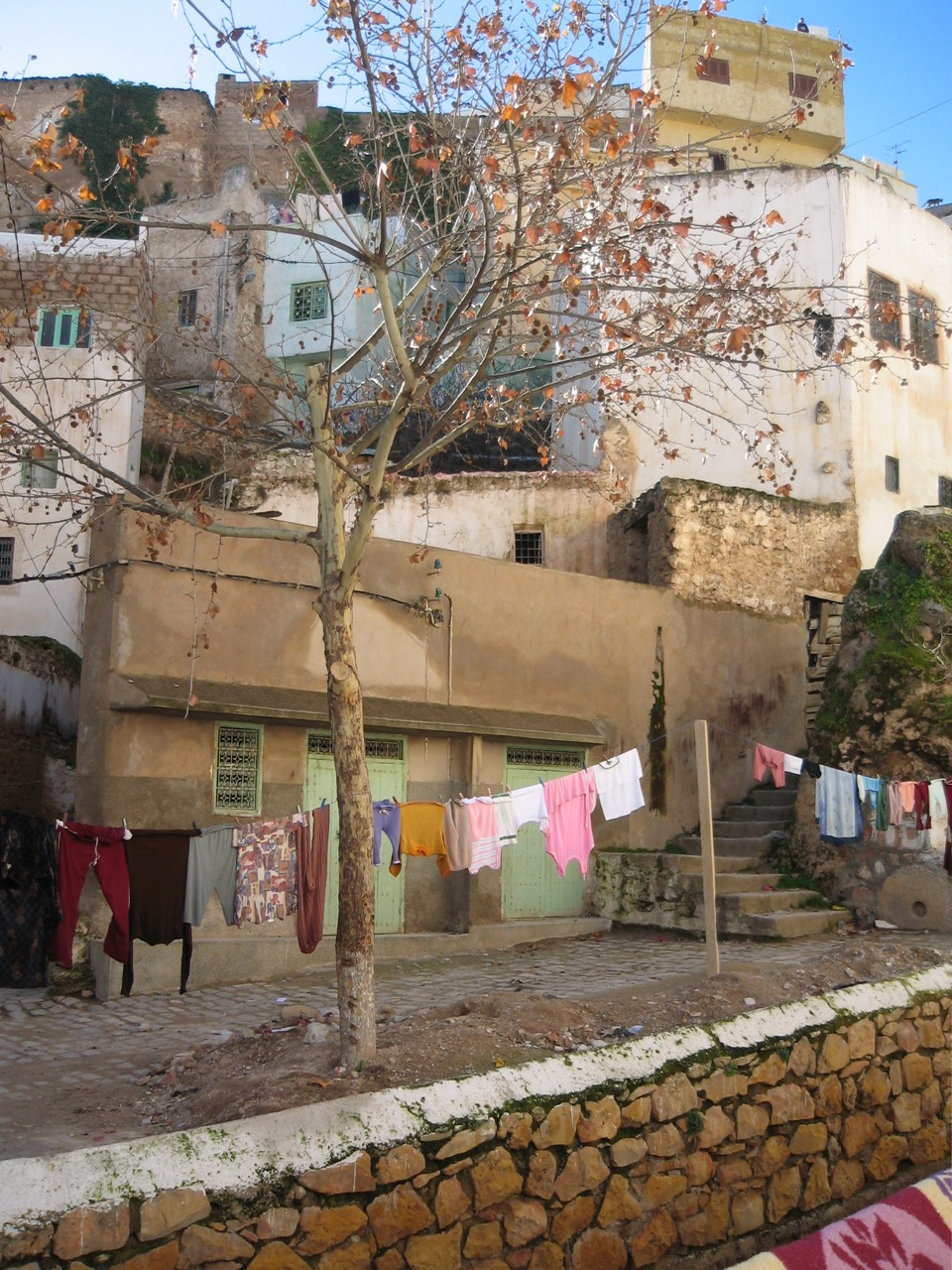
بيوت بالبهاليل، إقليم صفرو
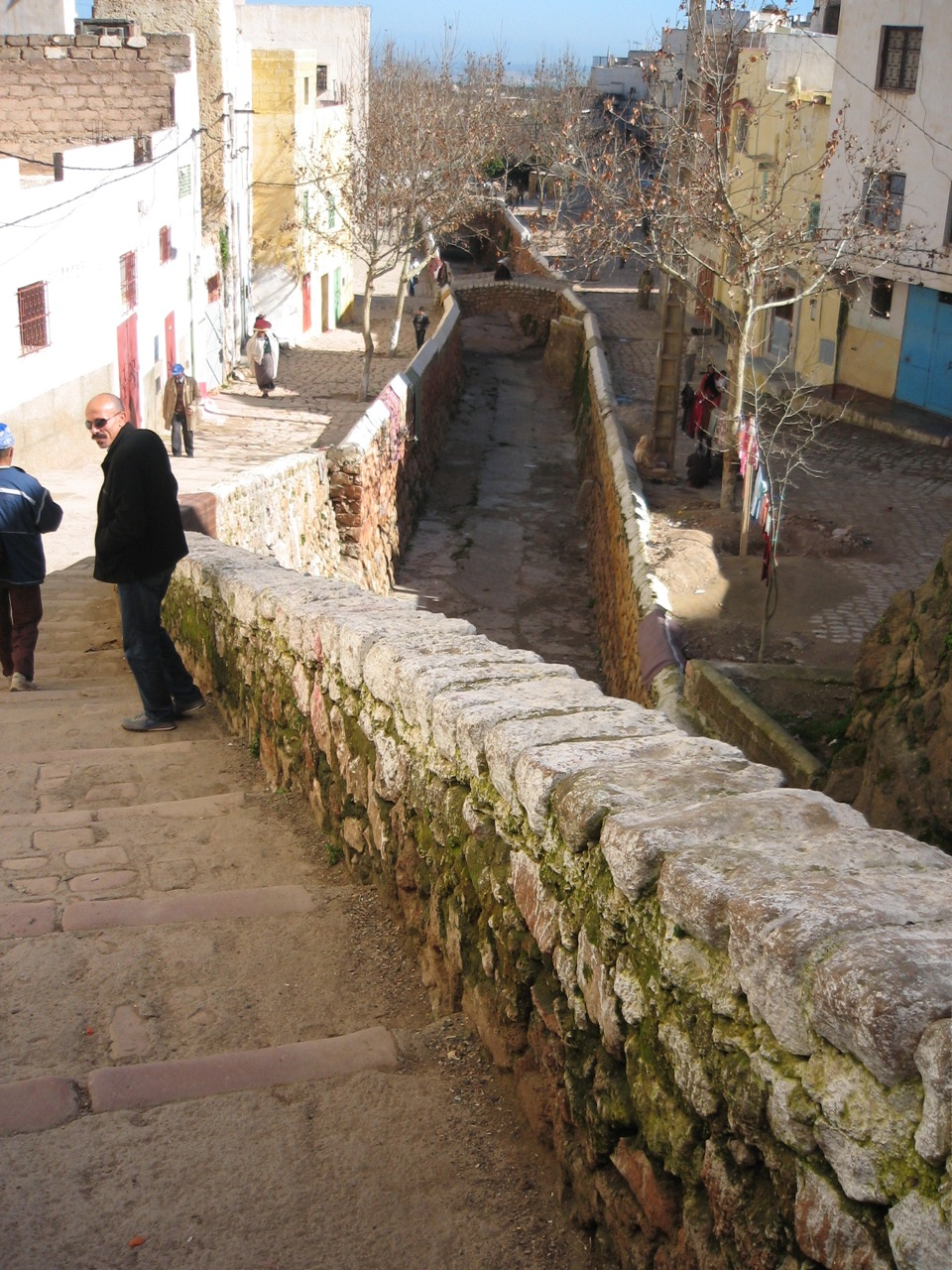
زقاق بالبهاليل، إقليم صفرو
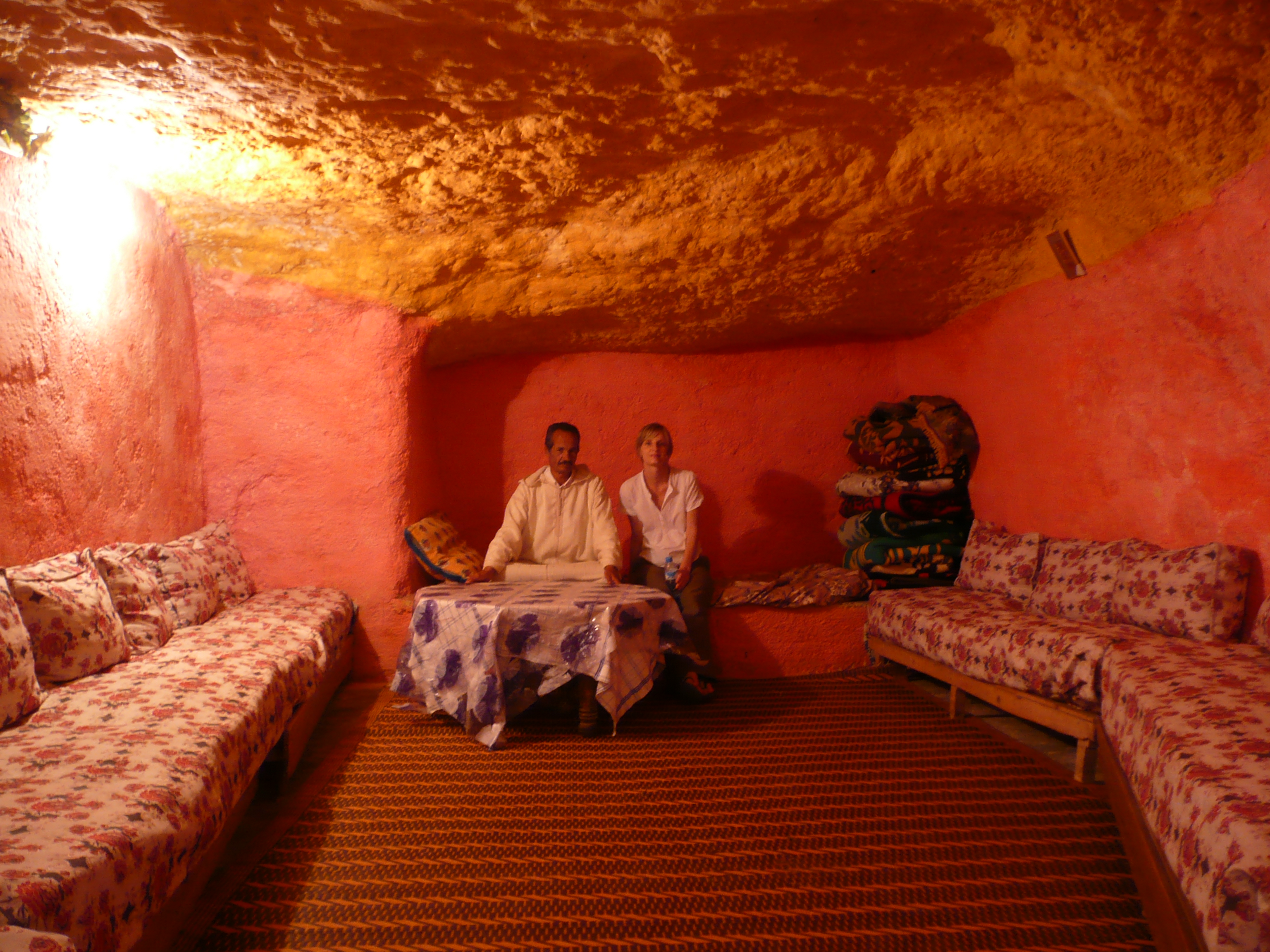
بيت بني في كهف، البهاليل، إقليم صفرو

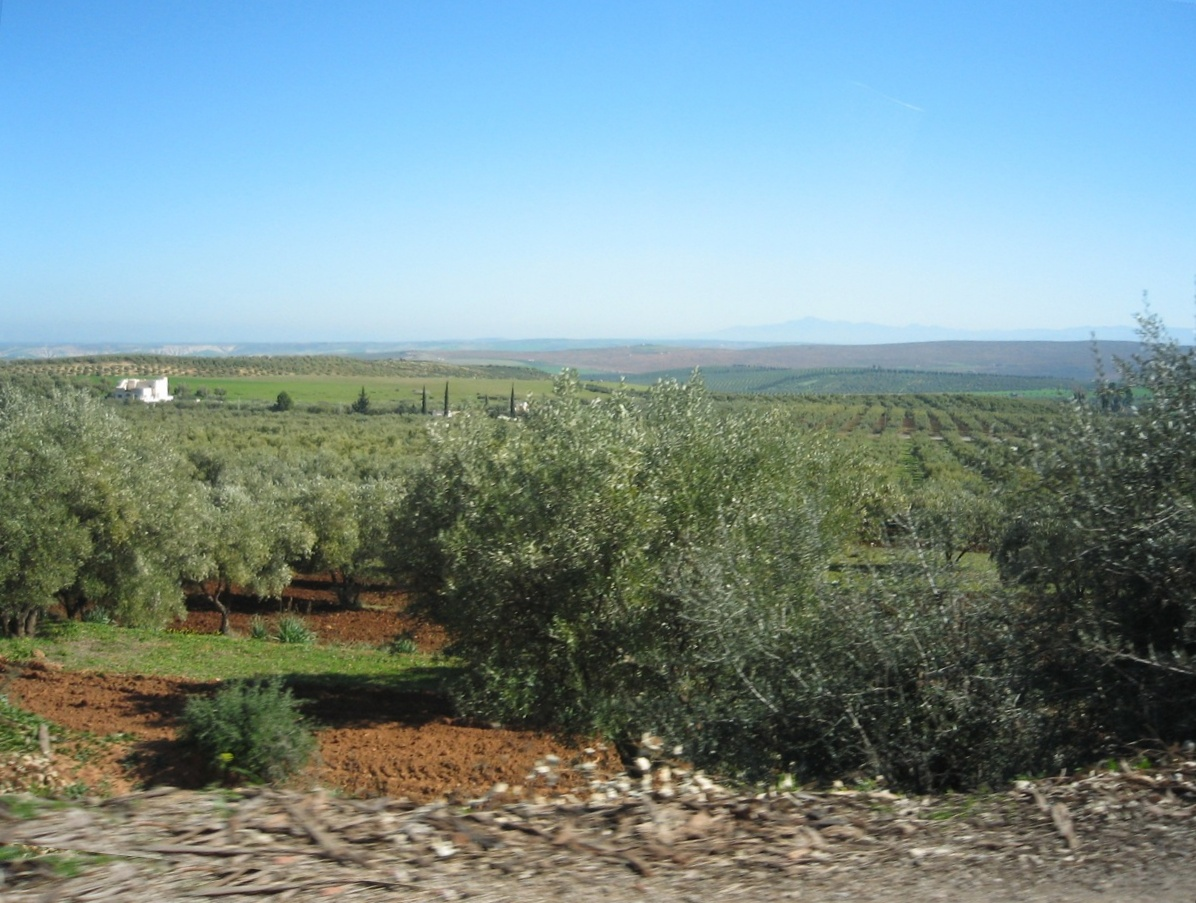
منظر طبيعي قرب البهاليل، إقليم صفرو

- منظر طبيعي قرب البهاليل، إقليم صفرو